# TSMC
Taiwan Semiconductor Manufacturing Company Limited – tajwańskie przedsiębiorstwo specjalizujące się w produkcji układów scalonych, w tym procesorów. Założone w 21 lutego 1987 roku przez Chung Mou Changa, jest największym na świecie niezależnym producentem półprzewodników.
Jednymi z największych klientów TSMC są AMD, Apple, ARM, Broadcom, MediaTek, Qualcomm i Nvidia. Na 2024 rok, 68,8% produkcji jest wykonywana dla firm amerykańskich, 11,5% dla firm chińskich i 9,3% dla firm tajwańskich.
TSMC jako pierwsza wprowadziła na rynek możliwości produkcyjne w technologii 7-nm i 5-nm (używane przez układy SoC Apple A14 i M1 z 2020 roku, procesory MediaTek Dimensity 8100 i AMD Ryzen serii 7000), a także pierwsza, która wprowadziła na rynek technologię litografii EUV ASML w skali masowej.

## Historia
Utworzenie TSMC zawdzięcza się strategii rządu tajwańskiego w latach 1970. stawiania na rozwój produkcji układów cyfrowych pomimo braku kompetencji w tej dziedzinie. Z pomocą rządową, wiele firm rozpoczęło produkcję na Tajwanie, a w latach 1980. firmy tajwańskie zaczęły się skupiać na technologii CMOS, która stała się dominująca w elektronice. Początkowym inwestorem TSMC był Philips, który wsparł przedsiębiorstwo kwotą 58 mln USD za 27.5% udziałów.
W 2011 roku TSMC rozpoczęło produkcję procesorów Apple A5 i A6 dla urządzeń iPad i iPhone.
Na koniec 2020 roku przedsiębiorstwo zatrudniało 51 297 pracowników, przychody wynosiły 48 miliardów USD.

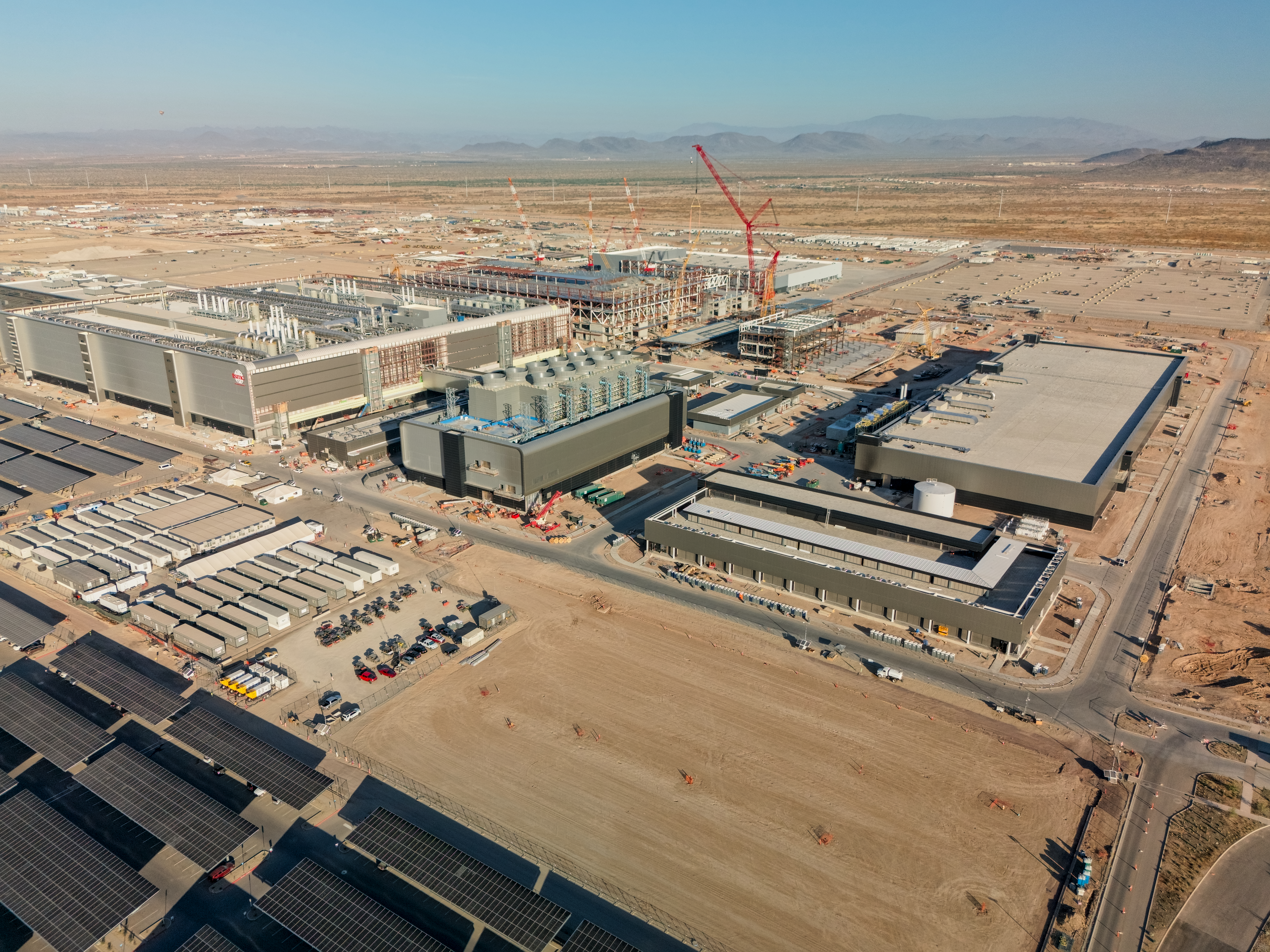
Fabryka w Phoenix w Stanach Zjednoczonych (w budowie, rok 2023)

Aby ograniczyć ryzyko biznesowe w przypadku wojny między Tajwanem a Chińską Republiką Ludową, od początku 2020. TSMC rozszerzyła swoją obecność geograficzną, otwierając nowe fabryki w Japonii i Stanach Zjednoczonych (patrz CHIPS and Science Act), a także planując dalszą ekspansję do Niemiec.

## Zdolności produkcyjne
TSMC posiada następujące zdolności produkcyjne na waflach 300 mm:
- 0.13 μm (130 nm)
- 90 nm, od czwartego kwartału 2006
- 65 nm
- 55 nm
- 40 nm[16]
- 28 nm, od 2011 roku[17][18]
- 22 nm, od czwartego kwartału 2018[19]
- 20 nm, od 2012 roku[20][21]
- 16 nm, od listopada 2013[22]
- 12 nm, od 2016 roku, oparta na procesie 16 nm[23]
- 10 nm, od 2017 roku[24]
- 7 nm, od czerwca 2017[25]
- 6 nm, od pierwszego kwartału 2020[26]
- 5 nm, od roku 2020[27]
- 4 nm, od czwartego kwartału 2021[28]
- 3 nm, od czwartego kwartału 2022[29]

## Fabryki
| Nazwa                  | Lokalizacja                | Rozmiar wafla krzemowego |
| ---------------------- | -------------------------- | ------------------------ |
| Fab 2                  | Xinzhu, Tajwan             | 150 mm                   |
| Fab 3                  | Xinzhu, Tajwan             | 200 mm                   |
| Fab 5                  | Xinzhu, Tajwan             | 200 mm                   |
| Fab 6                  | Tainan, Tajwan             | 200 mm                   |
| Fab 8                  | Xinzhu, Tajwan             | 200 mm                   |
| Fab 10                 | Songjiang, Szanghaj, Chiny | 200 mm                   |
| Fab 11                 | Camas, Stany Zjednoczone   | 200 mm                   |
| Fab 12A                | Xinzhu, Tajwan             | 300 mm                   |
| Fab 12B                | Xinzhu, Tajwan             | 300 mm                   |
| Fab 14                 | Tainan, Tajwan             | 300 mm                   |
| Fab 15                 | Taichung, Tajwan           | 300 mm                   |
| Fab 16                 | Nanjing, Chiny             | 300 mm                   |
| Fab 18                 | Tainan, Tajwan             | 300 mm                   |
| Fab 20                 | Xinzhu, Tajwan             | 300 mm                   |
| Fab 21                 | Phoenix, Stany Zjednoczone | 300 mm                   |
| Fab 22                 | Kaohsiung, Tajwan          | 300 mm                   |
| JASM (Fab 23)          | Kikuyō, Japonia            | 300 mm                   |
| SSMC                   | Singapur                   | 200 mm                   |
| Advanced Backend Fab 1 | Xinzhu, Tajwan             | Backend                  |
| Advanced Backend Fab 2 | Tainan, Tajwan             | Backend                  |
| Advanced Backend Fab 3 | Taoyuan, Tajwan            | Backend                  |
| Advanced Backend Fa 5  | Taichung, Tajwan           | Backend                  |
| Advanced Backend Fab 6 | Zhunan, Tajwan             | Backend                  |
| Advanced Backend Fab 7 | Taibao, Tajwan             | Backend                  |